# Stefan Donner
Stefan Donner (* 1987 in Niederösterreich) ist ein österreichischer Organist, Pianist und Musikpädagoge.

## Leben
Stefan Donner, Sohn eines Trompeters und Musiklehrers, erlernte zunächst Blockflöte (ab dem 6. Lebensjahr), Klarinette und Klavier (ab dem neunten Lebensjahr bei Hermann Adler); anschließend erfolgte sein Orgelunterricht. Als 14-Jähriger studierte er am Diözesankonservatorium für Kirchenmusik der Erzdiözese Wien bei Johannes Wenk. Donner, der bereits mit 11 Jahren Organist in seiner Heimatpfarre war, studierte ab 2003 Orgel bei Klaus Kuchling, Peter Planyavsky und Martin Haselböck, Klavier bei Antoinette Van Zabner und Stephan Möller sowie Dirigieren an der Universität für Musik Wien. In Mistelbach (Niederösterreich) unterrichtete er am Bundesoberstufenrealgymnasium Klavier. Seit 2011 ist er als Organist in der Pfarre St. Leopold in Wien tätig. Außerdem begann er im Jahr 2011 ein Masterstudium Orgel bei Jacques van Oortmerssen am Amsterdamer Konservatorium, das er im Jahr 2013 mit dem Master of Music beendete. Mit einer Diplomarbeit über Das Legatospiel in der Claviermusik im 19. Jahrhundert hatte Donner 2012 das Orgelkonzertfachstudium als Magister artium abgeschlossen. Es folgte ein einjähriger Studienaufenthalt an der Eastman School of Music in Rochester (USA), wo er im Rahmen eines Fulbright Stipendiums Orgel und Cembalo bei Edoardo Bellotti studierte. Weitere Anregungen erhielt er u. a. auf Meisterkursen bei Hans Davidsson, Joris Verdin und Olivier Latry.
Neben Radio- und Fernsehaufnahmen dokumentieren die CD-Einspielungen an der Orgel der Kirche St. Salvator am Wienerfeld sowie an der Buckow-Orgel der Musikinstrumentensammlung des Technischen Museums Wien seine künstlerische Arbeit. Konzertengagements als Organist und Pianist (darunter auch in kammermusikalischer Besetzung) führten ihn in nahezu alle europäischen Länder, die Türkei, nach Israel, in die USA und nach Australien. Als Solist gastierte er auch bei Festivals (Berliner Orgelpower 2012, Terra Sancta Organ Festival 2016, Kremnica Castle Organ Festival 2017 und Tallinn Organ Festival 2017). Im Oktober 2017 wurde er eingeladen, an der Krakauer Władysław Żeleński Musikschule eine Meisterklasse über Johann Sebastian Bachs Orgel-Triosonaten zu halten.
Stefan Donner befasste sich früher mit den Meistern der Norddeutschen Orgelschule. Heute gehört zu seinem Repertoire auch die Klaviermusik des 20. und 21. Jahrhunderts.
Donner war zudem als Organist an der Peterskirche in Wien sowie in Schönbrunn beschäftigt. Interimsweise hat er die Leitung der Kirchenmusik im Stift Klosterneuburg nach dem Ausscheiden von Helmut Lerperger im Dezember 2020 übernommen.

## Auszeichnungen und Preise
- 1. Preis beim Daniel-Herz-Orgelwettbewerb Brixen, 2008[15]
- 3. Preis beim internationalen August-Humer-Wettbewerb in Altenfelden 2010
- 1. Preis beim internationalen Franz-Schmidt-Orgelwettbewerb Kitzbühel 2010[16]
- 3. Preis bei Dublin International Organ Competition 2011
- Fulbright-Stipendium 2014/15 für ein Masterstudium Orgel[17]
- Stipendium der Tokyo Foundation 2015

## Diskographie
- 2004: Stefan Donner, Orgel
- 2014: Orgelromantik im Technischen Museum Wien
- 2018: Österreichische Orgelmusik des 20. Jahrhunderts an der Rieger-Orgel der Schlosskapelle Schönbrunn